# سامي المغلوث
سامي بن عبد الله بن أحمد بن صالح بن عبد اللطيف المغلوث من العطا (المردان) من الربيعية من عبدة من شمــــر الطائية (1962م/1382هـ)، داعية إسلامي ومؤلف أطالس تاريخية وإسلامية ولد سنة 1382هـ في الأحساء تلقى تعليمه بمدارس محافظتي الأحساء والخفجي، وحصل على البكالوريوس في التربية بتخصص رئيسٍ تاريخ وفرعي جغرافيا، مع مرتبة الشرف الثانية من جامعة الملك فيصل بمحافظة الأحساء، حصل على إجازة حفظ القرآن الكريم برواية حفص عن عاصم عام 1412هـ، عين إمامًا وخطيبًا قرابة عقدين من الزمن في جامع داود المغلوث بالمبرز في محافظة الأحساء. حصل على جائزة الملك فيصل العالمية في خدمة الإسلام لعام 2025.

## أعماله التربوية والعلمية
- عمل في التعليم لثلاثة عقود منذ تعيينه في وزارة المعارف حتى تقاعده المبكر عام 1437هـ.
- كُلف من قبل الملك سلمان بن عبد العزيز عندما كان أميرًا على الرياض بتوسيع نطاق البحث الميداني لكتابه أطلس تاريخ الأنبياء والرسل عام 1421هـ، وتمت ترجمته وطباعته إلى بعض اللغات العالمية.
- كُلف بالعمل في الإدارة العامة للتقنيات التربوية بوكالة الوزارة للتطوير التربوي عام 1420هـ، ولمدة عامين.
- كُلف بالعمل في الإدارة العامة للمناهج بوكالة الوزارة للتطوير التربوي عام 1422هـ، ولمدة عامين.
- عمل على إعداد وثيقة الأطالس المدرسية (الجغرافية والتاريخية)، بوزارة المعارف آنذاك.
- عمل على إعداد موسوعة المملكة العربية السعودية الإلكترونية، والتي نفذتها الإدارة العامة لتقنيات التعليم بالوزارة عام 1421هـ.
- عمل على إعداد موسوعة «الفهد رائد التعليم الأول» للإدارة العامة للمناهج بالوزارة بمناسبة مرور عشرين عامًا على تولي الملك فهد رحمه الله الحكم.
- كُلف بتنفيذ المشروع الإلكتروني بعنوان المملكة قيادة وريادة.
- شارك عضواً في هيئة التحرير لمجلة مناهج التي تم تأسيسها في الإدارة العامة للمناهج وذلك عام 1423هـ.
- كُلف من الإدارة العامة لتقنيات التعليم بوزارة المعارف بعمل خرائط مقررات العلوم الاجتماعية للمرحلة الثانوية عام 1424هـ.
- كُلف عضواً لفريق تأليف العلوم الاجتماعية للمشروع الشامل لتطوير المناهج بوزارة التربية والتعليم ومشرفًا على التصميم التعليمي للمشروع، والتي كُلفت بإعداده منطقة القصيم التعليمية عام 1424هـ.
- كُلف من وزارة الشؤون الإسلامية والأوقاف بإعداد وثيقة أطلس تاريخ الدعوة الإسلامية عام 1429هـ.
- كُلف من الهيئة العامة للسياحة والتراث الوطني بإعداد وثيقة تضمين المفاهيم السياحية والأثرية لمناهج التعليم عام 1430هـ.
- كُلف من وزارة التربية والتعليم بإعداد ورقة الوزارة للمؤتمر الدولي للتراث العمراني بالدول الإسلامية عام 1431هـ.
- كُلف مديرًا لمشروع الأطلس المصور للتربية السياحية والآثار التابع للهيئة العامة للسياحة والتراث الوطني.
- كُلف من هيئة المساحة المدنية بمراجعة الأسماء الجغرافية على الخرائط الخاصة بمحافظة الأحساء وتوقيع الأسماء التاريخية عليها.
- يعمل مستشارًا بإدارة الأطالس في الهيئة العامة للمساحة والمعلومات الجيومكانية.[1]
- كلف بإعداد فكرة وثيقة الأطلس الفقهي للجمعية السعودية الفقهية.
- أعدَّ فكرة وثيقة أطلس اللغة العربية لمجمع الملك سلمان العالمي للغة العربية.[1]

## التعليم
حاصل على على بكالوريوس تربية؛ تخصص تاريخ وجغرافيا، مع مرتبة الشرف الثانية من جامعة الملك فيصل عام 1988م.

## أهم مؤلفاته العربية
1. أطلس تاريخ الأنبياء والرسل.
2. الأطلس التاريخي لسيرة الرسول.
3. أطلس الخليفة أبي بكر الصديق.
4. أطلس الخليفة عمر بن الخطاب.
5. أطلس الخليفة عثمان بن عفان.
6. أطلس الخليفة علي بن أبي طالب.
7. أطلس حروب الردة.
8. أطلس الفتوحات الإسلامية في عهد الخلفاء الراشدين.
9. أطلس الحج والعمرة.
10. أطلس تاريخ الدولة الأموية.
11. أطلس تاريخ الدولة العباسية.
12. أطلس العصر المملوكي.
13. أطلس تاريخ الدولة العثمانية.
14. الحملات الصليبية على المشرق الإسلامي في العصور الوسطى.
15. أطلس الأديان.
16. أطلس الأماكن في القرآن الكريم.
17. أطلس الفِرق والمذاهب في التاريخ الإسلامي.
18. أطلس أعلام المحدثين (الطبعة الثانية).
19. أطلس أعلام المفسرين.
20. الأطلس المصور للتربية السياحية في المملكة العربية السعودية.[4]

## أهم مؤلفاته المترجمة
- أطلس تاريخ الأنبياء والرسل، باللغة الإندونيسية، دار الماهرة للطباعة والنشر بإندونيسيا، 6 طبعات.
- أطلس تاريخ الأنبياء والرسل، باللغة الماليزية، pts islamika sdn. bhd.
- الأطلس التاريخي لسيرة الرسول صلى الله عليه وسلم، دار الماهرة للطباعة والنشر بإندونيسيا، 6طبعات باللغة الإندونيسية.
- الأطلس التاريخي لسيرة الرسول صلى الله عليه وسلم، دار وقف السيرة النبوية بتركيا، باللغة تركية 8 طبعات.
- الأطلس التاريخي لسيرة الرسول صلى الله عليه وسلم، باللغة الماليزية، pts islamika sdn. bhd.
- أطلس الدين الإسلامي (وهو مقتطع من أطلس الأديان) دار الماهرة للطباعة والنشر بإندونيسيا، طبعتان.
- أطلس الحملات الصليبية على المشرق الإسلامي فـي العصور الوسطى، دار الماهرة للطباعة والنشر بإندونيسيا.
- أطلس الحملات الصليبية على المشرق الإسلامي فـي العصور الوسطى، باللغة الماليزية، pts islamika sdn. bhd.
- أطلس الأديان، دار الماهرة للطباعة والنشر بإندونيسيا، طبعة واحدة.
- أطلس الخليفة علي بن أبي طالب باللغة التركية (دار يوسف أوزبك للطباعة والنشر بتركيا)، طبعتان باللغة التركية.
- أطلس الحج والعمرة (تأريخًا وفقهًا) بالإندونيسية والتركية طبعتان .
- ترجمة جميع الأطالس السبعة عشر إلى اللغة الإنجليزية والأوردية من قبل دار السلام للترجمة والنشر بالرياض (صدر منها مجموعة).
- سلسلة أطالس الخلفاء الراشدين باللغة الإندونيسية، خمسة أطالس.

## أحدث إصداراته
- أطلس تاريخ العالم الحديث (من عصر النهضة الأوروبية إلى نهاية الحرب العالمية الأولى).

## مؤلفاته المشتركة
- أطلس المملكة العربية السعودية الجغرافي للمرحلة الابتدائية والمتوسطة والثانوية، ثلاثة أطالس.
- مقررات وزارة التربية والتعليم للمشروع الشامل للمناهج، للمرحلتين: الابتدائية والمتوسطة كتاب الطالب والنشاط والمعلم (36 كتاب).

## التكريم والجوائز
- حصل على جائزة المؤلف السعودي لجمعية الناشرين السعوديين لعام 1436هـ/2015م؛ نظرًا لدوره فـي نشــر الثقافة السعودية.
- كُرِم في نادي الأحساء الأدبي عام 1439هـ؛ كرائدٍ للأطالس التاريخية في الوطن العربي.
- جائزة الملك فيصل العالمية في خدمة الإسلام لعام 2025م / 1446هـ. وذلك تقديراً لجهوده المتميزة في توثيق التاريخ الإسلامي، وإنجازاته في مجال الأطالس التاريخية والجغرافية.[3]

## دراسات أكاديمية عن المؤلف
أعدت رسائل علمية في بعض الجامعات العربية والإسلامية عن شخصية سامي المغلوث ومنهجه في علم الأطالس، وكان منها:
- رسالة ماجستير مقدمة لقسم مقارنة الأديان في جامعة الإمام أبي حنيفة النعمان بعنوان: سامي بن عبد الله المغلوث وجهوده في أطلس الأديان.
- كتبت بعض الرسائل العلمية عن مؤلفاته، مثل: أطلس الأماكن في القرآن الكريم، وأطلس الحملات الصليبية على المشرق الإسلامي في العصور الوسطى، ودور الأطالس الإسلامية في خدمة الثقافة الإسلامية.[5]

## برامجه التلفزيونية
- برنامج حروب الردة على قناة صفا الإسلامية.[6]
- برنامج الفتوحات الإسلامية على قناة وصال.[7][8]
- برنامج وميض الجمر على قناة صفا.
- برنامج رحلات أعلام المحدثين.[9]
- برنامج المجامع المسكونية على قناة المجد.